# Катастрофа A300 в Таоюане
Катастрофа A300 в Таоюане — крупная авиационная катастрофа, произошедшая в понедельник 16 февраля 1998 года и ставшая одной из 33 крупнейших в мире. Авиалайнер Airbus A300B4-622R авиакомпании China Airlines выполнял плановый рейс CI 676 по маршруту Денпасар—Таоюань, но при заходе на посадку в пункте назначения рухнул на жилые дома около аэропорта Таоюаня. В катастрофе погибли 203 человека — все 196 человек на борту самолёта (182 пассажира и 14 членов экипажа) и 7 человек на земле, также ещё 2 человека на земле получили ранения.
На 2024 год остаётся крупнейшей (по числу погибших) авиакатастрофой в истории Китайской Республики.

## Самолёт
Airbus A300B4-622R (регистрационный номер B-1814, серийный 578) был выпущен в 1990 году (первый полёт совершил 16 октября под тестовым б/н F-WWAH). 14 декабря того же года был передан авиакомпании China Airlines. Оснащён двумя турбовентиляторными двигателями Pratt & Whitney PW4158. На день катастрофы совершил 8800 циклов «взлёт-посадка» и налетал 20 193 часа (по другим данным — 8829 циклов «взлёт-посадка» и 20 197 часов).

## Экипаж
Самолётом управлял опытный экипаж, его состав был таким:
- Командир воздушного судна (КВС) — 49-летний Кан Лунлинь (англ. Kang Long-Lin, кит. 康龍麟). Опытный пилот, проходил службу в ВВС Китайской Республики. В авиакомпании China Airlines проработал 8 лет (с 1990 года). Налетал 7226 часов, 2382 из них на Airbus A300-600R[6].
- Второй пилот — 44-летний Цзян Дэшэн (англ. Jiang Der-Sheng, кит. 姜德生). Опытный пилот, также (как и КВС) проходил службу в ВВС Китайской Республики. В авиакомпании China Airlines проработал 2 года (с 1996 года). Налетал 3550 часов, 304 из них на Airbus A300-600R[6].

В салоне самолёта работали 12 бортпроводников.
| Гражданство          | Пассажиры | Экипаж | Всего |
| -------------------- | --------- | ------ | ----- |
| Китайская Республика | 175       | 14     | 189   |
| США                  | 5         | 0      | 5     |
| Франция              | 1         | 0      | 1     |
| Индонезия            | 1         | 0      | 1     |
| Всего                | 182       | 14     | 196   |

Всего на борту самолёта находились 196 человек — 14 членов экипажа и 182 пассажиров.

## Хронология событий
Рейс CI 676 вылетел из Денпасара в 15:27 NST и взял курс на Таоюань; большинство пассажиров на его борту (176) было гражданами Китайской Республики, которые возвращались домой с курортов на Бали.
В аэропорту Чан-Кайши стоял туман и шёл дождь. В 20:04 лайнер начал заходить на посадку на ВПП № 5L, но при этом оказался значительно выше глиссады и в итоге пролетел над порогом взлётной полосы на высоте около 300 метров. В 20:04:50 пилоты передали авиадиспетчеру об уходе на второй круг и увеличили тягу двигателей; автопилот был отключён за несколько секунд до принятия этого решения, поэтому набор высоты осуществлялся в ручном режиме. В 20:05:38 пилоты потеряли контроль над самолётом, который внезапно начал резкий набор высоты и на высоте 838,5 метров угол тангажа достиг 42,5°, поступательная скорость снизилась до 80 км/ч и подъёмная сила упала практически до нуля, затем после этого нос резко опустился и авиалайнер понёсся вниз. В 20:05:58 рейс CI 676 рухнул на жилой район Таоюаня (в 61 метре от ВПП № 5L аэропорта Чан-Кайши) — частные дома, окружённые рыбьими фермами, рисовыми полями, фабриками и складами. От удара о землю лайнер полностью разрушился, выплеснувшееся из разбитых баков авиатопливо воспламенилось, вызвав пожар; часть разлетевшихся обломков фюзеляжа обрушила фонарный столб и повредила ограждение провинциального Шоссе 15.
В катастрофе погибли все 196 человек на борту самолёта, также на земле погибли 6 местных жителей; ранения на земле получили ещё 3 человека, но позже 1 из них умер в больнице — мальчик, найденный под руинами разрушенного дома. Катастрофа рейса CI 676 стала крупнейшей авиакатастрофой 1998 года, пока через 7 месяцев её не превзошла катастрофа рейса Swissair-111 под Галифаксом (229 погибших). На 2024 год остаётся крупнейшей авиакатастрофой в истории Китайской Республики и занимает пятое место в истории самолёта Airbus A300 (после катастроф под Меданом, в Нагое, в Нью-Йорке и над Персидским заливом).

## Расследование
Расследование причин катастрофы рейса CI 676 проводило Управление гражданской авиации Китайской Республики (CAA).
Окончательный отчёт расследования был опубликован 18 мая 2000 года.
Согласно отчёту, причиной катастрофы стало сочетание следующих факторов:
- в течение снижения и подхода к аэропорту Чан-Кайши самолёт был выше нормальной траектории захода на посадку;
- взаимодействие между пилотами было недостаточным;
- в течение 12 секунд экипаж не противодействовал тенденции к кабрированию, вызванной увеличением тяги двигателей при уходе на второй круг, а дальнейшие действия экипажа оказались недостаточными, из-за чего самолёт начал поднимать нос, пока его скорость не снизилась ниже критической, что привело к сваливанию.

## Последствия катастрофы
Авиакомпания China Airlines в знак уважения к экипажу и пассажирам рейса 676 изменила номер рейса Денпасар—Таоюань с CI 676 на CI 772 и по нему летает Airbus A330-300.

## Культурные аспекты
Катастрофа рейса 676 показана в 24 сезоне канадского документального телесериала «Расследования авиакатастроф» в серии Одиннадцать смертельных секунд.